# John Tillotson
John Tillotson (octobre 1630 – 22 novembre 1694) est un ecclésiastique britannique, et le quatre-vingtième archevêque de Cantorbéry.

## Biographie
John Tillostson est élève au collège de Clare de Cambridge. Il est très influencé par William  Chillingworth. Il est ordonné prêtre à l'âge de trente ans. D'abord responsable de deux paroisses, il devient prédicateur à Lincoln's Inn. Lors de la révolution de  1688, il est chanoine à Saint-Paul et nommé clerc et doyen du cabinet du roi Guillaume III. Il est nommé archevêque de Cantorbéry en 1691. Sur le plan théologique, Tillostson était un latitudinariste, position également appelée « arminianisme de Cambridge ». En outre, Tillotson adopta des vues arminiennes. Il est inhumé dans l'église St Lawrence Jewry, à Londres.
Le tombeau de Tillostson figure dans la série de vingt-quatre toiles sur le thème des Tombeaux d'hommes illustres commandées entre le 1er novembre 1726 et le 25 février 1727 par l'Irlandais Owen Mc Swiny et destinées à Lord March, futur duc de Richmond. Les toiles furent peintes par des artistes bolonais et vénitiens. Celle du tombeau de Tilloston est réalisée par G.B. Cimaroli (pour le paysage), Canaletto (pour les architectures) et par Giambattista Pittoni (pour les figures). Elle est conservée dans une collection particulière de Liverpool (Zava Boccazzi, 83). Pittoni en fit une version réduite en grisaille Tombeau allégorique de l'Archevêque John Tillotson (1630-1694), conservé au musée du Louvre. Cette réduction a été exécutée en vue de la publication d'un recueil de gravures de Nicolas Dauphin de Beauvais, publiées sous le titre français : Tombeau des princes, grands, capitaines et autres hommes illustres qui ont fleuri dans la Grande-Bretagne vers la fin du XVIIe siècle et le commencement du XVIIIe.

## Publications

### Traduites en français
- Discours contre la transubstantiation  (trad. de l'anglais par Jean Barbeyrac), Amsterdam, P. Humbert, 1726, 68 p.
- Formulaire de prières dont se servoit Sa Majesté Guillaume III lorsqu'il participoit au S. Sacrement de la Cène  (préf. Jean Moore), Amsterdam, L. Renard, 1704, 44 p.
- La Nécessité de la fréquente communion, ou Discours sur les paroles de S. Paul contenues dans la 1. Épistre aux Cor., XI, 26, 27, 28  (trad. David Mazel), Amsterdam, A. Wolfgang, 1691, 59 p.
- Sermons sur diverses matières importantes  (trad. Jean Barbeyrac), Amsterdam, 1713  — 7 tomes.